# Yversay
Yversay là một xã tọa lạc ở tỉnh Vienne trong vùng Nouvelle-Aquitaine, Pháp. Xã này có diện tích 5,95 kilômét vuông, dân số năm 2006 là 255 người. Xã nằm ở khu vực có độ cao trung bình 170 m trên mực nước biển.

## Biến động dân số
| 1962                                         | 1968 | 1975 | 1982 | 1990 | 2006 | 2006 |
| -------------------------------------------- | ---- | ---- | ---- | ---- | ---- | ---- |
| 198                                          | 217  | 182  | 220  | 237  | 246  | 255  |
| Số liệu từ năm 1962: Dân số không tính trùng |      |      |      |      |      |      |